# Frans Mosman
Franciscus Albertus Mosman (Amsterdam, 5 dicembre 1904 – Amsterdam, 1º giugno 1994) è stato uno schermidore olandese, vincitore di una medaglia di bronzo ai campionati mondiali di scherma.